# Плзењ
Плзењ (чеш. Plzeň) је четврти по величини град у Чешкој Републици. Плзењ је седиште управне јединице Плзењски крај, где чини засебан градски округ Плзењ-град.
Плзењ је познат по свом пиву – Пилснер Уркуелу и машинској фабрици Шкода коју је основао Емил Шкода 1859. године.

## Географија
Плзењ се налази у западном делу Чешке републике и удаљен је од главног града Прага 90 km југозападно. Он је и средиште западне Бохемије.

### Рељеф
Плзењ се налази на западу Чешко-Моравске висоравни, на ушћу речица Радбузе, Мже, Уславе и Ухлаве, стварајући реку Бероунку, главну притоку Влтаве. Град и околина су на брежуљкастом терену, на 300–350 m надморске висине.

### Клима
Клима области Плзња је умерено континентална.

### Воде
Град Плзењ се управо образовао на ушћу речица Радбузе, Мже, Уславе и Ухлаве, стварајући реку Бероунку, главну притоку Влтаве.

## Историја
Простор Плзња и околине био је насељен још у време праисторије. Први помен насеља под данашњим именом био је 976. године. Насеље 1295. добило градска права.
Хабзбуршки владар Рудолф II одредио је град за своје седиште 1599-1600. године, што је граду омогућило да се брже развија и издигне изнад низа малих градова у окружењу. Током Тридесетогодишњег рата град и околина су тешко страдали.
Средином 19. века започиње нагла индустријализација Плзња. током 1869. године основана је фабрика "Шкода", која ће касније постати највећи индустријски гигант у целој држави. У то време град брзо нараста, па се Чеси из околних руралних крајева досељавају у град, дотад насељен Немцима. До почетка 20. века град је постао доминанто чешки.
У доба „Прве Чехословачке републике“ (1918—1938.) Плзењ је наставио да се брзо развија. Потписивањем Минхенског споразума су промењене границе Чехословачке републике, па се Плзењ нашао на самој западној граници државе. Током нацистичке окупација многи Чеси су погубљени. Сво немачко становништво је протерано после рата. Плзењ је једини од малог броја чешких градова, који није био ослобођен од стране Црвене армије, јер су у мају 1945. у улице града прве стигле јединице америчке армије, које су продрле у западну Чехословачку из Немачке.
Убрзо после рата (1948. г.) комунисти су преузели власт, и држали су је све до „Плишане револуције“ 1989. На северном крају града су биле саграђене комшилуке од солитера совјетског типа.

## Становништво
Плзењ данас има око 170.000 становника и последњих година број становника у граду расте.

## Привреда
Плзењ је познат по пивари и машинској фабрици Шкода коју је основао Барон Валдштајн 1859. године, а већ 1866. године већински власник постаје Емил Шкода. Крајем 19. века, тачније 1899. године фабрика прераста у акционарско друштво и углавном се бави производњом оружја и војне технике.
Последњих година развија се и туризам заснован на култури пива.

## Градске знаменитости
Плзењ има очувано, мада не толико вредно старо језгро. Од грађевина најпознатије су:
- Готска црква св. Бартоломеја - Сматра се да је изграђена 1292. године. Ова катедрала је са највишим торњем (100 m) у целој Чешкој;
- Ренесансна градска већница из 16. века;
- Трећа највећа синагога на свету (после Јерусалима и Будимпеште);
- Плзењско историјско подземље је у ствари историјски подземни музеј који представља сложен комплекс пролаза и подрума прокопаних у 14. веку, који су представљали неку врсту склоништа за време каснијих ратова. Овај подземни лавиринт вековима је био идеално место за производњу пива;
- Пиварски музеј смештен је у средњовековној кући за прераду јечма која је откривена приликом обнове градских зидина. Уз помоћ лутки приказано је како се још у давној Месопотамији пило нешто налик пиву;
- Нерудова улица пружа се југозападно од старог града. У овој улици фасаде кућа декорисане су посебном зидном техником зграфито (техника гребања) која представља комбинацију графике и рељефа. Творац ових украса је Миколас Алес (19. век);
- Универзитет западне Бохемије, један од најзначајнијих универзитета у држави.[3]

## Партнерски градови
- Хенгело
- Винтертур
- Лимож
- Регензбург
- Гера
- Бермингхам

## Галерија
- Градска катедрала
- Ренесансна градска већница
- Велика синагога
- Погон „Шкоде“